# Илия Желев
Илия Желев е български художник – живописец.

## Биография и творчество
Илия Желев е роден на 20 юли 1961 г. в Пловдив. Завършва специалност живопис във Велико Търново през 1987 г. От 1988 г. участва в много общи изложби в България и чужбина.

## Изложби
По-важни самостоятелни изложби:
- EnBW галерия, Щутгарт, Германия
- Галерия Шортген, Люксембург
- Вайор Санат галерия, Анкара, Турция
- Хирникел галерия, Бад Киссинген, Германия
- Галерия Бургер, Мюнхен Германия
- Фон Пол Галерия, Грюневалд, Мюнхен, Германия
- Галрия Камео, Манхайм, Германия
- Шагал и Желев, Галерия Менсинг, Хамбург, Берлин, Констанц, Германия
- Галерия Хаус дер Кунст, Нюрнберг, Германия
- Хаус дер Кунст, Грац, Австрия
- Галерия Кунстстук, Мюнхен, Германия
- Галерия Керстен, Брюнтал, Мюнхен, Германия
- Кюн Галерия, Лилиента, Бремен, Германия

Негови картини са притежание на НХГ София, много галерии в страната, както и на колекции в Германия, САЩ, Швейцария, Италия, Швеция.